# Val-du-Roy
Val-du-Roy is een dorp in de Franse gemeente Villy-sur-Yères in het departement Seine-Maritime in Normandië. Het dorp ligt in het oosten van de gemeente, een kilometer ten zuidoosten van het dorpscentrum van Villy.
Ten zuiden van Val-du-Roy stroomt de Yères.

## Geschiedenis
Op de 18de-eeuwse Cassinikaart is het plaatsje aangeduid als le Val du Roy.
Op het eind van het ancien régime op het eind van de 18de eeuw, toen de gemeenten werden gecreëerd, werd Val-du-Roy een gemeente. Toen in de revolutionaire periode elementen die verwezen naar adel of godsdienst uit gemeentenamen werden geweerd, werd de gemeente een tijd Le Val-Marat genoemd, maar na de Revolutie keerde men terug naar de oude naam.
In 1822 werd de gemeente echter al opgeheven en toegevoegd aan buurgemeente Villy-le-Bas (in 1998 hernoemd tot Villy-sur-Yères).

## Bezienswaardigheden
- De Église Saint-Aquilin